# Kelisia confusa
Kelisia confusa är en insektsart som beskrevs av Rauno E. Linnavuori 1957.
Kelisia confusa ingår i släktet Kelisia och familjen sporrstritar. Enligt den finländska rödlistan är arten sårbar i Finland. Arten är reproducerande i Sverige. Artens livsmiljö är hagmarker och lövängar. Inga underarter finns listade i Catalogue of Life.